# Federico de Hesse-Darmstadt (1870-1873)
Federico de Hesse-Darmstadt (7 de octubre de 1870-29 de mayo de 1873) fue el quinto hijo y segundo varón del matrimonio de Luis IV, gran duque de Hesse-Darmstadt, y la princesa Alicia del Reino Unido, hija de la reina Victoria. Padeció hemofilia y falleció a los dos años y medio a consecuencia de las lesiones sufridas por un accidente.
Era llamado coloquialmente «Frittie».

## Biografía
Fue el quinto hijo (pero segundo varón) de Luis IV, gran duque de Hesse-Darmstadt, y la princesa Alicia del Reino Unido, se crio junto a sus hermanos en el Neues Palais de su padre en Darmstadt. Federico en el círculo familiar, era un niño alegre y animoso a pesar de su enfermedad. El nombre de «Leopoldo» le fue otorgado en honor al hermano de su madre, el príncipe Leopoldo, duque de Albany, quien fue su padrino y que también padecía la enfermedad. Su hemofilia le fue diagnosticada por primera vez en febrero de 1873, cuando se cortó la oreja y se desangró durante tres días. Los vendajes no lograban detener el flujo de sangre.
A finales de mayo de 1873, Federico y su hermano Ernesto jugaban juntos en la habitación de su madre. Ernesto corrió a otra habitación, ubicada en ángulo recto con la habitación de Alicia y se asomó por la ventana llamando a su hermano menor. Alicia corrió para apartar a Ernesto de la ventana. Cuando su madre se encontraba fuera de la habitación, Federico se subió a una silla que estaba al lado de una ventana abierta del dormitorio para conseguir ver más de cerca a su hermano. La silla se volcó y Federico cayó por la ventana seis metros abajo. El niño sobrevivió a la caída y podría haber vivido si no hubiera sido hemofílico. Murió horas después de una hemorragia cerebral.

## Consecuencias
El diagnóstico de hemofilia de Federico resultó un choque para las familias reales de Europa; habían pasado veinte años desde que la reina Victoria había dado a luz a su hijo hemofílico, el príncipe Leopoldo, y esta fue la primera indicación de que este desorden hemorrágico de la familia real era hereditario. Después de la muerte de Federico, su madre angustiada a menudo rezaba en su tumba y marcaba aniversarios de pequeños eventos en su vida. Su hermano Ernesto le dijo a su madre que quería que toda la familia muriera junta, no solos "como Frittie".
Dos de las hermanas de Federico, Irene y Alejandra, también tuvieron hijos hemofílicos.